# Guido Van Sweevelt
Guido Van Sweevelt (Mortsel, 15 augustus 1949) is een Belgisch voormalig wielrenner.

## Overwinningen
1969
- Belgisch kampioenschap wielrennen voor militairen

1971
- 3e etappe Vredeskoers

1973
- 5e etappe Ronde van België
- Reet

1974
- Dentergem
- Nieuwkerken-Waas

1975
- Ronde van Limburg
- 5e etappe Ronde van België
- Saint-Tropez
- Omloop Hageland-Zuiderkempen

1976
- Hyon-Bergen
- Lede

1977
- Zaventem

1978
- Eindklassement Driedaagse van De Panne
- Retie

1979
- Ronde van Limburg
- Oostkamp

1980
- 2e etappe Vierdaagse van Duinkerke
- Hemiksem
- Tongerlo

1981
- Brecht

## Resultaten in voornaamste wedstrijden
| Jaar | Milaan-San Remo | Gent-Wevelgem | Ronde van Vlaanderen | Parijs-Roubaix | Dwars door Vlaanderen | Kuurne-Brussel-Kuurne | E3 Harelbeke |
| ---- | --------------- | ------------- | -------------------- | -------------- | --------------------- | --------------------- | ------------ |
| 1973 |                 |               |                      |                |                       | 4e                    |              |
| 1974 |                 | 76e           |                      |                |                       |                       |              |
| 1975 |                 |               | 21e                  | 9e             |                       |                       | 8e           |
| 1976 |                 |               | 24e                  |                |                       |                       |              |
| 1977 |                 |               | 18e                  | 24e            |                       |                       |              |
| 1978 | 121e            |               |                      | 7e             | Brons                 |                       |              |
| 1979 | 95e             | 37e           |                      | 32e            |                       |                       |              |
| 1980 |                 |               |                      |                | Brons                 |                       |              |
| 1981 |                 | 109e          | 31e                  |                |                       |                       |              |